# Lilja Dögg Alfreðsdóttir
Lilja Dögg Alfreðsdóttir (Reykjavík, 4 ottobre 1973) è una politica islandese, dal 2021 al 2024 ministro del turismo, del commercio e della cultura.

## Biografia
In precedenza prima di entrare in politica, ha lavorato per il Fondo monetario internazionale, la Banca centrale d'Islanda ed è stata consulente economica di Sigmundur Davíð Gunnlaugsson durante il suo primo mandato da primo ministro. Nel 2016 viene nominata ministro degli affari esteri nel governo di Sigurður Ingi Jóhannsson (carica che ha ricoperto fino al 2017) e viene scelta come vicepresidente del Partito progressista.
Successivamente viene incaricata come ministro dell'istruzione, della scienza e della cultura, che ricopre dal 2017 al 2021.
Il 28 novembre 2021 a seguito di una riorganizzazione e scorporo di alcuni ministeri, è stata nominata ministro del turismo, del commercio e della cultura; inoltre è membro dell'Althing (il parlamento islandese) in rappresentanza del collegio elettorale di Reykjavík Sud dal 2016.
Come ministra nel 2021 ha scritto a Tim Cook (CEO di Apple), chiedendogli di inserire l'islandese come lingua ufficiale nei in tutte le funzioni del sistemo operativo dei loro dispositivi.